# 圓蔵・まみのお昼だヨイショ!
『圓蔵・まみのお昼だヨイショ!』（えんぞう・まみのおひるだヨイショ）は、ニッポン放送で1987年4月6日から1989年4月7日まで月曜日から金曜日の12時から13時まで放送されていたラジオ番組である。

## 概要
当番組が開始する前は『橘家圓蔵のハッピーカムカム』を月曜日から金曜日の夕方16時台に放送していたが放送枠を『鶴光の噂のゴールデンアワー』に譲って、平日午後12時台に移動。
当初は橘家圓蔵のみの出演でアシスタントがいなかった為、番組タイトルは『圓蔵のお昼だヨイショ!』だった。翌年の1988年5月30日からは山瀬まみがアシスタントとして加わり、タイトルもそれに合わせて『圓蔵・まみのお昼だヨイショ!』に改題した。
圓蔵は1960年代から当番組終了の1989年までの20年以上の長期間に渡り、ニッポン放送でラジオパーソナリティとして活躍したが、当番組の終了に伴い、ニッポン放送の番組レギュラー出演は無くなった。
当番組の終了後は『高田文夫のラジオビバリー昼ズ』を開始した。

## タイムテーブル
- 12:00 オープニング、サンケイ新聞ニュース、天気予報
- 12:14 お昼だヨイショ! ラブミーゲーム
- 12:28 真昼のトキメキあみだ → ゲームコーナー
- 12:35 多湖輝の幸福（しあわせ）ゼミナール（後の『多湖輝のラジオ頭の体操』の放送枠）
- 12:40 都民ダイヤル、ハロー千葉
- 12:48 クラウンレコード ラッキープレゼント（1万円クイズ）
- 12:55 エンディング

※「幸福ゼミナール」と「ラッキープレゼント（1万円クイズ）」はNRN系列の民放ラジオ局へネットした。
| ニッポン放送 平日午後12時台 | ニッポン放送 平日午後12時台                         | ニッポン放送 平日午後12時台                      |
| 前番組                      | 番組名                                              | 次番組                                           |
| --------------------------- | --------------------------------------------------- | ------------------------------------------------ |
| 梶みきおの昼休み天国        | 圓蔵のお昼だヨイショ! ↓ 圓蔵・まみのお昼だヨイショ! | 文夫と明子のラジオビバリー昼ズ （11:30 - 13:00） |